# Правителі Пруссії

## Герцоги
Титул герцогів Пруссії (нім. Herzog von Preußen) носили спадкові правителі Прусського герцогства на теренах Східної Пруссії в 1525—1701 роках. Вони походили винятково з німецької династії Гогенцоллернів. Засновником Прусського герцогства був великий магістр католицького Тевтонського ордену Альбрехт, який після невдалої війни з поляками і під впливом Реформації ліквідував орденську державу, перетворив її на герцогство і запровадив лютеранство. Прусське герцогство вважалося леном Корони Польської, а прусські герцоги обов'язково приносили васальну присягу польським королям. 1618 року, після смерті другого герцога Альбрехта-Фрідріха, лінія прусських Гогенцоллернів урвалася, а титул із герцогством перейшов до бранденбурзьких маркграфів з тієї ж династії, родичів покійного, що були курфюрстами Священної Римської імперії. Внаслідок цього утворилося нова держава Бранденбург-Пруссія, правителі якої були одночасно васалами як германських імператорів (як маркграфів Бранденбургу), так і польських королів (як герцогів Пруссії). Завдяки Потопу і Північній війні прусські герцоги добилися формальної незалежності Прусського герцогства від Речі Посполитої, що було підтверджено Велявсько-Бидгощським (1657) і Олівським (1660) трактатами. 1701 року останній герцог Фрідріх змінив свій титул на королівський, а герцогство перетворив на королівство.
| Портрет | Ім'я                                                 | Роки життя                                    | Правління                                  | Титул / Примітки                                                                                      | Династія      |
| ------- | ---------------------------------------------------- | --------------------------------------------- | ------------------------------------------ | --- | ------------- |
|         | Альбрехт Albrecht                                    | 17 травня 1490 — 20 березня 1568 77 років     | 10 квітня 1525 — 20 березня 1568 43 роки   | великий магістр Тевтонського ордену.                                                                  | Гогенцоллерни |
|         | Альбрехт-Фрідріх Albrecht Friedrich                  | 29 квітня 1553 — 28 серпня 1618 65 років      | 20 березня 1568 — 28 серпня 1618 50 років  | син Альбрехта; помер без синів-спадкоємців.                                                           | Гогенцоллерни |
|         | Йоганн-Сигізмунд Johann Sigismund                    | 8 листопада 1572 — 2 січня 1620 47 років      | 28 серпня 1618 — 2 січня 1620 2 роки       | тесть Альбрехта-Фрідріха; маркграф Бранденбургу, курфюрст Священної Римської імперії.                 | Гогенцоллерни |
|         | Георг-Вільгельм Georg Wilhelm                        | 13 листопада 1595 — 1 листопада 1640 45 років | 2 січня 1620 — 1 листопада 1640 20 років   | Маркграф Бранденбургу, курфюрст Священної Римської імперії; син Йоганна-Сигізмунда.                   | Гогенцоллерни |
|         | Фрідріх-Вільгельм Friedrich Wilhelm Великий курфюрст | 16 лютого 1620 — 29 квітня 1688 68 років      | 1 листопада 1640 — 29 квітня 1688 48 років | Маркграф Бранденбургу, курфюрст Священної Римської імперії; син Георга-Вільгельма.                    | Гогенцоллерни |
|         | Фрідріх III Friedrich III                            | 11 липня 1657 — 25 лютого 1713 55 років       | 9 травня 1688 — 25 лютого 1713 35 років    | Маркграф Бранденбургу, курфюрст Священної Римської імперії; з 1701 року — прусський король Фрідріх I. | Гогенцоллерни |

### Герцогині
| Портрет | Ім'я                                   | Роки життя                                 | Правління                                 | Титул / Примітки                                       | Династія      |
| ------- | -------------------------------------- | ------------------------------------------ | ----------------------------------------- | ------------------------------------------------------ | ------------- |
|         | Доротея Dorothea                       | 1 серпня 1504 — 11 квітня 1547 42 роки     | 1 червня 1526 — 11 квітня 1547 21 рік     | данська принцеса, 1-га дружина Альбрехта.              | Ольденбурги   |
|         | Анна-Марія Anna Maria                  | 23 квітня 1532 — 20 березня 1568 35 років  | 26 лютого 1550 — 20 березня 1568 18 років | брауншвейгська принцеса, 2-га дружина Альбрехта.       | Вельфи        |
|         | Марія-Елеонора Marie Eleonore          | 16 червня 1550 — 1 липня 1608 58 років     | 14 жовтня 1573 — 1 липня 1608 34 роки     | клевська принцеса, дружина Альбрехта-Фрідріха.         | фон дер Марк  |
|         | Анна Anna                              | 3 липня 1576 — 3 серпня 1625 49 років      | 28 серпня 1618 — 3 серпня 1625 31 рік     | донька Альбрехта-Фрідріха, дружина Йоганна-Сигізмунда. | Гогенцоллерни |
|         | Єлизавета-Шарлотта Elisabeth Charlotte | 19 листопада 1597 — 26 квітня 1660 62 роки | 2 січня 1620 — 26 квітня 1660 40 років    | пфальцька принцеса, дружина Георга-Вільгельма.         | Віттельсбахи  |

## Королі
Прусські монархи з династії Гогенцоллернів були фактичними правителями Пруссії з 1701 по 1918 роки. У 1701—1772 роках вони володіли лише Східною Пруссією і використовували титул король в Пруссії (нім. König in Preußen), оскільки формальним правителем Пруссії вважався польський король. 1772 року, завдяки першому поділу Речі Посполитої, прусський король Фрідріх ІІ Великий захопив Польську Пруссію (Західну Пруссію); об'єднавши землі усієї історичної Пруссії, він змінив монарший титул на король Пруссії (нім. König von Preußen). Відтоді Гогенцоллерни офіційно вживали цей титул до 1918 року. Крім цього, прусські королі титулувалися маркграфами Бранденбургу, а також були до 1806 року курфюрстами Священної Римської імперії. З 1815 року Гогенцоллерни вважалися другими за значимістю монархами Німецького союзу після австрійських імператорів. Після утворення на базі Пруссії Німецької імперії в 1871 році, прусські королі стали німецькими імператорами, але зберігали за собою королівський титул.
| Портрет | Ім'я                                                  | Роки життя                                  | Правління                                   | Титул / Примітки                                                                        | Династія      |
| ------- | ----------------------------------------------------- | ------------------------------------------- | ------------------------------------------- | --------------------------------------------------------------------------------------- | ------------- |
|         | Фрідріх I Friedrich IНайманець; Кривий                | 11 липня 1657 — 25 лютого 1713 55 років     | 18 січня 1701 — 25 лютого 1713 12 років     | Маркграф Бранденбургу, курфюрст Священної Римської імперії.                             | Гогенцоллерни |
|         | Фрідріх-Вільгельм I Friedrich Wilhelm I Король-солдат | 14 серпня 1688 — 31 травня 1740 51 рік      | 25 лютого 1713 — 31 травня 1740 37 років    | Маркграф Бранденбургу, курфюрст Священної Римської імперії; син Фрідріха І.             | Гогенцоллерни |
|         | Фрідріх II Friedrich II Великий; Старий Фріц          | 24 січня 1712 — 17 серпня 1786 74 роки      | 31 травня 1740 — 17 серпня 1786 44 роки     | Маркграф Бранденбургу, курфюрст Священної Римської імперії; син Фрідріха-Вільгельма І.  | Гогенцоллерни |
|         | Фрідріх-Вільгельм II Friedrich Wilhelm II Товстун     | 25 вересня 1744 — 16 листопада 1797 53 роки | 17 серпня 1786 — 16 листопада 1797 11 років | Маркграф Бранденбургу, курфюрст Священної Римської імперії; небіж Фрідріха ІІ.          | Гогенцоллерни |
|         | Фрідріх-Вільгельм III Friedrich Wilhelm III Чесний    | 3 серпня 1770 — 7 червня 1840 69 років      | 16 листопада 1797 — 7 червня 1840 53 роки   | Маркграф Бранденбургу, курфюрст Священної Римської імперії; син Фрідріха-Вільгельма ІІ. | Гогенцоллерни |
|         | Фрідріх-Вільгельм IV Friedrich Wilhelm IV Романтик    | 15 жовтня 1795 — 2 січня 1861 65 років      | 7 червня 1840 — 2 січня 1861 21 рік         | Маркграф Бранденбургу; старший син Фрідріха-Вільгельма ІІІ.                             | Гогенцоллерни |
|         | Вільгельм I Wilhelm I Великий                         | 22 березня 1797 — 9 березня 1888 90 років   | 2 січня 1861 — 9 березня 1888 27 років      | імператор Німеччини (з 1871); 2-й син Фрідріха-Вільгельма ІІІ.                          | Гогенцоллерни |
|         | Фрідріх III Friedrich III Британець; Наш Фріц         | 18 жовтня 1831 — 15 червня 1888 56 років    | 9 березня 1888 — 15 червня 1888 99 днів     | імператор Німеччини; син Вільгельма І.                                                  | Гогенцоллерни |
|         | Вільгельм II Friedrich III Вояжер                     | 27 січня 1859 — 4 червня 1941 82 років      | 15 червня 1888 — 28 листопада 1918 30 років | імператор Німеччини; син Фрідріха III. Зрікся престолу                                  | Гогенцоллерни |